# Yasuhiro Hato
Yasuhiro Hato (Minamiawaji, 4. svibnja 1976.) japanski je nogometaš.

## Klupska karijera
Igrao je za Yokohama Flügels, Yokohama F. Marinos, Kashiwa Reysol i Omiya Ardija.

## Reprezentativna karijera
Za japansku reprezentaciju igrao je od 2001. do 2002. godine. Odigrao je 15 utakmice.
S japanskom reprezentacijom Yasuhiro Hato je igrao na Kupa konfederacija 2001.

## Statistika
| Japan  | Japan | Japan |
| Godina | Nast. | Gol.  |
| ------ | ----- | ----- |
| 2001.  | 10    | 0     |
| 2002.  | 5     | 0     |
| Ukupno | 15    | 0     |

## Vanjske poveznice
- National Football Teams
- Japan National Football Team Database